# Kakawasar
Kakawasar – wieś w Armenii, w prowincji Szirak. W 2011 roku liczyła 128 mieszkańców.